# Tigrajové
Tigrajové (tigrajsky ትግርኛ) jsou národ žijící v Eritreji a v Tigrajském státě v Etiopii čítající okolo 9 milionů lidí a hovořící tigrajštinou. Většina národa vyznává etiopské pravoslaví.